# کلت آناکوندا
کلت آناکوندا (به انگلیسی: Colt Anaconda) یک هفت‌تیر ساخت شرکت تولیدی کلت است که در سال ۱۹۹۰ معرفی شد. سیلندر این اسلحه ظرفیت شش تیر را دارد و فشنگهای پرقدرت ۰٫۴۴ مگنوم یا ۰٫۴۵ کلت را شلیک می‌کند.